# NGC 4559
NGC 4559 (المعروف أيضا باسم كالدويل 36) هي مجرة حلزونية متوسطة مع ضعف بنية الحلقة الداخلية تقع في كوكبة الهلبة (كوكبة). وتتراوح تقديرات المسافة حوالي 29 مليون سنة ضوئية إلى 51 مليون سنة ضوئية، ويبلغ متوسطها حوالي 29 مليون سنة ضوئية.

## المراجع

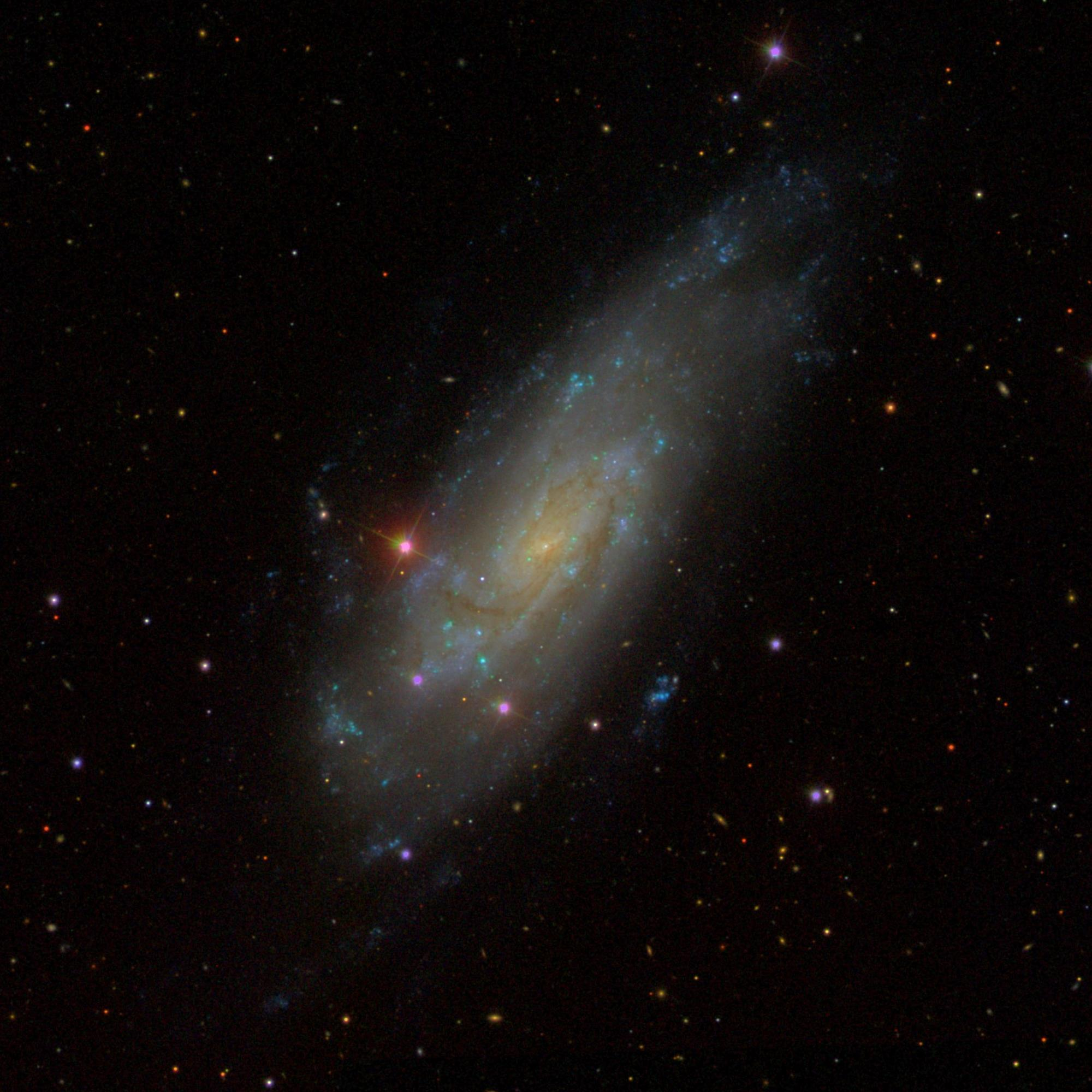
إن جي سي 4559 ، زاوية الصورة 12' × 12'

## وصلات خارجية
- NGC 4559 على موقع ويكي سكاي: DSS2, SDSS, GALEX, IRAS, Hydrogen α, X-Ray, Astrophoto, Sky Map, Articles and images